# Teodor Biłous
Teodor Biłous (ukr. Теодор Білоус, ur. 27 lipca 1827 w Nowym Witkowie, zm. 15 lutego 1892 w Kołomyi) – ukraiński działacz społeczny i pedagog, poseł do Sejmu Krajowego Galicji I i III kadencji.
Wieloletni nauczyciel i dyrektor galicyjskich gimnazjów, m.in.: C. K. Gimnazjum w Bochni, C. K. Gimnazjum w Kołomyi. Autor artykułów o historii rodziny Ostrogskich oraz powieści.
Wybrany do Sejmu Krajowego I kadencji w IV kurii obwodu Tarnopol, w okręgu wyborczym nr 37 Tarnopol – Ihrowice – Mikulińce. W III kadencji reprezentował okręg wyborczy 42 obwód Łopatyn-Brody-Radziechów.

## Literatura
- Енциклопедія українознавства, Lwów 1993, t. 1, s. 135
- Wykaz Członków Sejmu krajowego królestwa Galicyi i Lodomeryi, tudzież wielkiego xięstwa Krakowskiego 186, Lwów 1863
- Stanisław Grodziski, Sejm Krajowy Galicyjski 1861-1914, Warszawa :  Wydawnictwo Sejmowe 1993, ISBN 83-7059-052-7